# وليام كريستيان بوليت جونيور
ويليام كريستيان بوليت جونيور (25 يناير 1891-15 فبراير 1967) دبلوماسي وصحفي وروائي أمريكي. عُرف بمهمته الخاصة للتفاوض مع لينين نيابة عن مؤتمر باريس للسلام، والتي تُذكر غالبًا على أنها فرصة ضائعة لتطبيع العلاقات مع البلاشفة. كان أول سفير للولايات المتحدة لدى الاتحاد السوفيتي وسفير الولايات المتحدة لدى فرنسا خلال الحرب العالمية الثانية. عُد راديكاليًا في شبابه، لكنه أصبح فيما بعد مناهضًا صريحًا للشيوعية.

## السنوات الأولى
وُلد بوليت لعائلة بارزة في فيلادلفيا، وهو ابن لويزا غروس (هورويتز قبل الزواج) وويليام كريستيان بوليت الأب، وكانت عائلته من أصل فرنسي. كان جده الأعلى جوزيف بوليه هوغونوتيًا فرّ من نيم عام 1629، واستقر في مدينة سانت ماري في مستعمرة ماريلاند الإنجليزية عام 1634، وعدّلت العائلة بعد ذلك لقبها إلى بوليت. أسس جده جون كريستيان بوليت مكتب المحاماة المعروف اليوم باسم درينكر بيدل وريث. كان جون سي بوليت محاميًا مشهورًا وكان المستشار القانوني المفضل لجاي كوك، العميل الذي جعله رجلًا ثريًا للغاية. ينحدر بوليت- من ناحية أمه- من سلالة هايم سالومون، اليهودي البولندي الذي استقر في فيلادلفيا عام 1778. اعتنق أحفاد سالومون المسيحية لاحقًا في القرن التاسع عشر، وكانت والدة بوليت، لويزا هورويتز، من أتباع الأسقفية رغم لقبها.
رُبي بوليت على نهج المواطنة العالمية. عاش أفراد من عائلته في العواصم الأوروبية الرئيسية، وتعلم الفرنسية والألمانية في سن مبكرة جدًا. أمضى بوليت فترات الصيف في جولات كبرى في أوروبا. نُظر إليه عندما كان طفلًا، كشاب متمرد ومضطرب يميل إلى «الأولاد السيئين» كما أطلق والداه على الأولاد من العائلات الفقيرة. طور حلمًا في المراهقة بأن يصبح رئيسًا يومًا ما كما كتب في مدرسة خاصة: «سأصبح محاميًا وحاكمًا ووزيرًا للخارجية ورئيسًا». نُظر إليه كطالب ذكي وساحر ومضحك، ولكن مع نزعة قتالية عنيدة مع كونه أنانيّ للغاية. لم يتردد بوليت في استخدام ثروة عائلته لتحقيق طموحاته وعندما اتهمه أحد معلمي مدرسته الخاصة بالغش في أحد الاختبارات، استغل بوليت نفوذ والده لإقالة المعلم.
تخرج من جامعة ييل في عام 1912، وفاز بالتصويت «كالأكثر تألقًا» في فصله. وجد بوليت في جامعة ييل عندما وصل إليها في سبتمبر 1908، وسيلةً لإجراء اتصالات من أجل حياته السياسية المستقبلية. اختار بوليت، الذي تحدث الألمانية والفرنسية بطلاقة، التخصص في هاتين اللغتين. سمح له ذلك بتحقيق درجات متميزة دون العمل بجد، إذ أشار نفسه إلى أنه يتحدث الألمانية والفرنسية بشكل أفضل من أساتذته. لم يكن لدى بوليت اهتمامًا كبيرًا بالتعلم، ورأى أن الالتحاق بجامعة ييل أكثر وسيلة ليكون المرء مشهورًا، حيث انطلق بنجاح كبير ليكون «الرجل الكبير في الحرم الجامعي» الذي يضرب به المثل. كان بوليت وسيمًا وذكيًا وفطنًا وجيدًا في كل من ألعاب القوى والمنح الدراسية، وكان طالبًا ذو شعبية كبيرة.
كان كول بورتر ومونتي وولي من أقرب أصدقاء بوليت في جامعة ييل، إذا قدم معهما عدة مسرحيات. كان عضوًا في جمعية فاي بيتا كابا خلال الفترة التي قضاها في جامعة ييل، وانتُخب في عام 1911 لعضوية الجمعية السرية سكرول اند كي. التحق بوليت بكلية الحقوق بجامعة هارفارد بعد تخرجه من جامعة ييل. لم يتسامح أساتذته في جامعة هارفارد مع السلوكيات الغريبة التي مارسها بوليت في جامعة ييل، مثل نكاته المستمرة في قاعات المحاضرات وتحويل محادثة الفصل لتتمحور حوله وحول إظهار قدراته الفكرية. كان أستاذ بوليت في جامعة هارفارد جوي بيل يستمتع بإذلاله في الفصل، ما ساهم في قراره بالانسحاب من جامعة هارفارد. أصبح بوليت خلال الفترة التي أمضاها في جامعة هارفارد مهووسًا بالخوف من أنه قد يصبح عاجزًا قبل الأوان بسبب شعره الخفيف، إذ ربط بشكل مغلوط الصلع بفقدان القدرة الجنسية، واعتدى على العديد من الطلاب الآخرين الذين قالوا له بأنه سيصبح عاجزًا قريبًا.
لم يستمتع بوليت بدراساته القانونية، التي كانت على حساب والده، والذي هدده بقطع مخصصاته الشهرية إذا لم يلتحق بكلية الحقوق بجامعة هارفارد. انسحب على الفور من جامعة هارفارد عند وفاة والده في مارس 1914.

## الحرب العالمية الأولى
كان بوليت في عام 1914 قد سافر إلى روسيا مع والدته، وكان في موسكو في 28 يوليو 1914 عندما أعلنت الإمبراطورية النمساوية الحرب على صربيا، ما أثار مظاهرات مؤيدة للصرب في الشوارع حيث لوحت الحشود الغاضبة بالأعلام الصربية والروسية بينما كانت تهتف «تسقط النمسا! تعيش صربيا!». استقل بوليت آخر قطار من موسكو إلى برلين وغادر روسيا قبل وقت قصير جدًا من إعلان ألمانيا الحرب على روسيا في 1 أغسطس 1914. عمل بوليت عند عودته إلى أمريكا صحفيًا في فيلادلفيا ليدجر وأصبح نائب محرر الصحيفة في عام 1915.
استأجر هنري فورد سفينة أوسكار الثانية في ديسمبر 1915، في حيلة دعائية أطلق عليها اسم «سفينة السلام» وأبحر إلى أوروبا بهدف التوسط في إنهاء الحرب العالمية الأولى. كان بوليت من الصحفيين على متن أوسكار الثاني، وقدم تقارير ساخرة من السفينة حول السيرك الإعلامي الناتج، والتي أكدت على عبثية رحلة فورد، ونُشرت على الصفحات الأولى للعديد من الصحف الأمريكية. بدأ بوليت في يناير 1916 بنشر عمود فكاهي شهير في فيلادلفيا ليدجر بعنوان «بامبينغ ذا بامبس» مخصص للسخرية تقريبًا من كل جوانب الحياة الأمريكية.
تزوج من سيدة المجتمع إيمي إرنستا درينكر (1892-1981) في عام 1916. كانت عائلة درينكر من أشهر العائلات في فيلادلفيا، إذ رفضت 50 طلب زواج من 50 رجلًا مختلفًا قبل أن تقرر قبول عرض الزواج من بوليت. تفاجأ الكثيرون بأنها وافقت على الزواج من بوليت نظرًا لوجود فائض من عروض الزواج، ولأنها واعدته فقط لفترة وجيزة وبالكاد كانت تعرفه. وصلت عائلة درينكر إلى مستعمرة بنسلفانيا التي تأسست حديثًا في عام 1670 كأحد المستوطنين الإنجليز الأوائل، وكان لها وضع شبه أرستقراطي في الحياة الاجتماعية لفيلادلفيا. تصدّر زواج ابن وابنة من اثنتين من أغنى عائلات فيلادلفيا أخبار الصفحة الأولى في فيلادلفيا. لم يتمكن بوليت من فهم النساء، ونظر إلى زوجته كشيء لاحتياجاته الخاصة، وساء وضع زواجه بسبب آرائه.
قضى الزوجان شهر العسل في مايو 1916 في ألمانيا، والإمبراطورية النمساوية وبلجيكا المحتلة من قبل ألمانيا، حيث أجرى بوليت مقابلات مع العديد من القادة الألمان والنمساويين لفيلادلفيا ليدجر. وصف المؤرخ الروسي ألكسندر إتكيند آل بوليت بأنهما زوجان «متقدمان اجتماعيًا، لكنهما محافظان ثقافيًا» وقد أعجبهما بشدة دولة الرفاهية في ألمانيا الإمبراطورية، والتي حافظت على حكم النخب التقليدية مع توفير الرعاية الكافية للفقراء لإنهاء فرص حدوث ثورة.
أُعجب بوليت بشكل خاص بنظام الرعاية الصحية الألماني، والذي بموجبه تقدم الدولة الألمانية رعاية طبية مجانية للجميع، وتمنى أن تتبنى بلاده نظامًا مشابهًا. ذهب بوليت في سبتمبر 1916، في جولة إرشادية في الجبهة الشرقية، حيث كتب بإعجاب عن الجيش الألماني.
أجرى بوليت مقابلة مع الصناعي فالتر راثيناو الذي أخبره أن ألمانيا قد تمنح القسطنطينية للروس كتعويض عن الضم الألماني لأجزاء أخرى من الإمبراطورية الروسية، وعندما اعترض بوليت على أن العثمانيين سيعارضون خسارة عاصمتهم، أجاب راثيناو بسخرية: «سيتعين علينا فقط نشر روايات كاملة عن مذابح الأرمن، وسيكون الرأي العام الألماني غاضبًا للغاية حتى نتمكن من إسقاط الأتراك كحلفاء».